# Menú Stereo
Menú Stereo es un programa musical de televisión de Canal+ Xtra, donde dos bandas de música tocan o preparan comida.

## Formato
Menú Stereo se graba en un estudio con dos bandas de música independientes. Una banda se encarga de llevar el equipo y la otra de hacer la comida. Tienen algo en común (una discográfica o un lugar de origen). Durante el programa tocan, hablan y comen de forma natural.
El programa se acerca de forma íntima a las bandas y músicos españoles del panorama indie actual, siguiendo la línea de otros programas especializados de televisión como From The Basement, On Track o Studio In Session.

## Invitados

### Primera temporada
Lista de los artistas que aparecieron en esta temporada:
- La Habitación Roja + Sr. Chinarro
- Za! + Tarántula
- Nacho Vegas + Lorena Álvarez
- Delafe y Las Flores Azules + Prats
- Joan Colomo + Eric Fuentes
- Biscuit + Tokyo Sex Destruction

### Segunda temporada
Estrenada el 25 de octubre de 2014. Por orden de aparición, los artistas que pasaron por el programa:
- Delorean + Extraperlo
- Dorian + Partido
- Odio París + Las Ruinas Anímic + Esperit!
- Mishima + Espaldamaceta
- Iván Ferreiro + Egon Soda

### Tercera temporada
La tercera temporada se estrenó el 25 de abril de 2014, y contó con los siguientes grupos musicales:
- León Benavente + Pantaleón
- Depedro + Xoel López
- Izal + Cyan
- Furguson + Tiger Menja Zebra
- Juventud Juche
- Los Coronas + Sex Museum
- Standstill + Nico Roig

### Cuarta temporada
Sidonie y Willy Tornado, Tortel, Lost Tapes, Lasers, Boreals, Manos de topo, Salvaje Montoya, Cuello, Jupiter Lion, Doble Pletina, Gabriel y Vencerás, Brighton 64, Los Retrovisores, Dulce Pájara de juventud y No more líes.